# 141e escadrille de chasse polonaise
La 141e escadrille de chasse polonaise est une unité de l'armée de l'air polonaise de l'entre-deux-guerres.

## Historique
Le 18 mars 1926 est constituée la 123e escadrille de chasse. Le 26 mai de la même année elle est renommée 115e escadrille de chasse et finalement le 30 mai 1928 elle devient la 141e escadrille de chasse. Équipée d'une dizaine de PZL P.11c elle prend part à la campagne de Pologne au sein de l'Armée Poméranie. Le 7 septembre 1939 elle intègre la brigade de poursuite. Après l'invasion soviétique, la 141e tout comme le reste de l'armée de l'air polonaise est évacuée en Roumanie.

## Commandants
- lieutenant (porucznik) Eugeniusz Guttmejer († 17 mars 1926)
- lieutenant Janusz Araszkiewicz (mars – août 1926)
- lieutenant Karol Kaczmarczyk (août 1926 – janvier 1927)
- lieutenant Zygmunt Janicki (14 janvier 1927 – 11 juillet 1928)
- capitaine (kapitan) Leopold Pamuła (11 juillet – 9 novembre 1928)
- lieutenant Feliks Kulesza (p.o. 9 XI 1928 – 25 III 1929)
- lieutenant Zygmunt Janicki (25 mars 1929)
- capitaine Roman Rudkowski (du 10 avril 1930)
- capitaine Lotariusz Arct (12 mars 1931 – 23 mars 1933)
- lieutenant Eugeniusz Makowski (mars – 1er juillet 1932)
- capitaine Jan Łukasiewicz (23 mars 1933 – † 3 janvier 1934)
- lieutenant Stanisław Grodzicki (10 janvier – 31 mars 1934)
- lieutenant Konrad Sadowski (1934)
- lieutenant Karol Lubański (1934)
- lieutenant Włodzimierz Łazoryk (du 27 novembre 1934)
- capitaine Józef Werakso (du 17 janvier 1935)
- capitaine Stanisław Brzezina (du 3 octobre 1936)
- capitaine Tadeusz Rolski (du 31 mars 1938)
- lieutenant Marian Pisarek (du 3 septembre 1939)

## Victoires aériennes
| Date       | Pilote                                                           | Appareil(s) abattu(s) |
| ---------- | ---------------------------------------------------------------- | --------------------- |
| 01/09/1939 | lieutenant Marian Pisarek, caporal (kapral) Benedykt Mielczyński | Hs 126                |
| 02/09/1939 | lieutenant Marian Pisarek                                        | Hs 126                |
| 02/09/1939 | lieutenant Marian Pisarek                                        | Do 17                 |
| 02/09/1939 | capitaine Tadeusz Rolski                                         | Do 17                 |
| 03/09/1939 | capitaine Tadeusz Rolski                                         | Ju 87                 |
| 04/09/1939 | sous-lieutenant Lech Czechowicz-Lachowicki                       | Ju 87                 |
| 06/09/1939 | capitaine Tadeusz Rolski                                         | Hs 126                |
| 06/09/1939 | aspirant (podchorąży) Zygmunt Drybański                          | Ju 87                 |